# خوشنودی جنسی

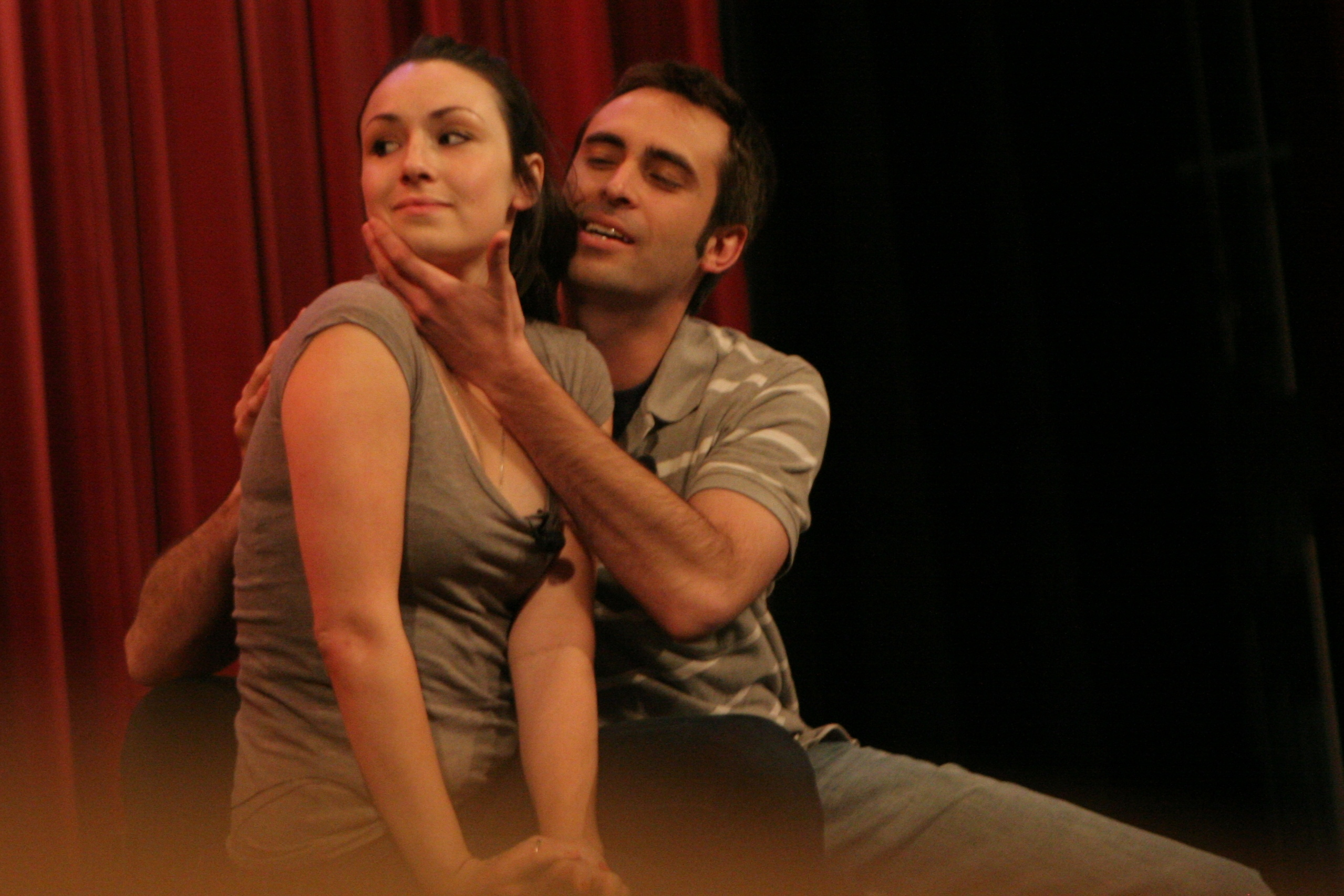
رضایت به شرکت

خوشنودی جنسی رضایت به شرکت در فعالیت جنسی است. فعالیت جنسی بدون رضایت هتک یا تجاوز جنسی تلقی می‌شود. در اواخر دهه ۱۹۸۰، آکادمیک لوئیس پینو استدلال کرد که جامعه باید به سمت یک مدل ارتباطی تر از تمایلات جنسی حرکت کند تا رضایت صریح تر و واضح تر، عینی تر و لایه لایه تر شود، با یک الگوی جامع تر از " بدون معنی نه " یا " بله به معنای بله " است. . بسیاری از دانشگاه‌ها کمپین‌هایی راجع به خشنودی را آغاز کرده‌اند. کمپین‌های خلاقانه با شعارهای جلب توجه و تصاویر که رضایت می‌تواند ابزاری مؤثر برای افزایش آگاهی از تجاوز جنسی دانشگاه و مسائل مربوط به آن باشد.
از اواخر دهه ۱۹۹۰، مدل‌های جدید خشنودی جنسی ارائه شده‌است. به‌طور خاص، توسعه «بله به معنای بله» و مدل‌های تأیید آمیز، مانند تعریف هال: «تأیید داوطلبانه کاری که انجام شده یا توسط دیگری پیشنهاد شده‌است؛ اجازه، توافق به عقیده یا احساسات». هیکمن و موهلنهارد اظهار داشتند که خشنودی باید به صورت «ارتباط کلامی یا غیر کلامی به صورت احساس تمایل داشتن» برای انجام فعالیتهای جنسی باشد. رضایت تأیید آمیز ممکن است هنوز محدود باشد زیرا شرایط اساسی، شرایط فردی پیرامون خشنودی همواره نمی‌تواند در مدل «بله به معنی بله» یا در مدل «نه به معنی نه» شناخته شود.

## قانون گذاری

### اجبار بر اساس قوانین مبتنی بر رضایت
در نظریه حقوقی، دو قانون اصلی در برابر تجاوز جنسی و سایر اشکال خشونت جنسی وجود دارد:
1. مدل مبتنی بر اجبار «مستلزم این است که عمل جنسی با اجبار، خشونت ، نیروی بدنی یا تهدید به خشونت یا نیروی جسمی انجام شود تا این عمل به تجاوز جنسی منجر شود.»[۷]
2. مدل مبتنی بر رضایت «مستلزم این است که برای عمل به عنوان تجاوز جنسی، باید یک عمل جنسی انجام شود که دیگری از ان خشنود نیست.»

## پاسخ

### قراردادهای رضایت بخش
در سال ۲۰۰۳، پزشک متخصص سکس دکتر آوا کادل پیشنهاد کرد که افراد مشهور و ورزشکاران حرفه ای در برخوردهای جنسی از شرکای خود امضای فرم رضایت جنسی بخواهند (او از اصطلاح عامیانه " گروپی " استفاده می‌کند)، که آن برخورد جنسی را معادل تعهدنامه ازدواج می‌نامد.